# Christian Hammer

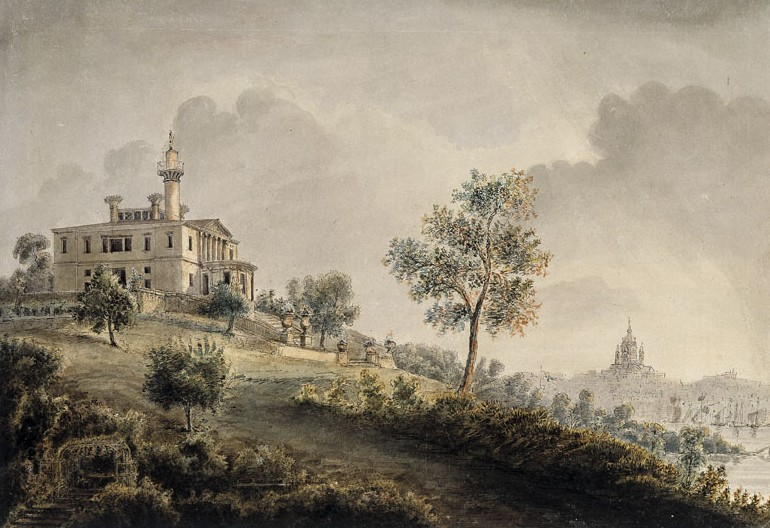
Hammer ägde bland annat Byströms villa på Djurgården i Stockholm.

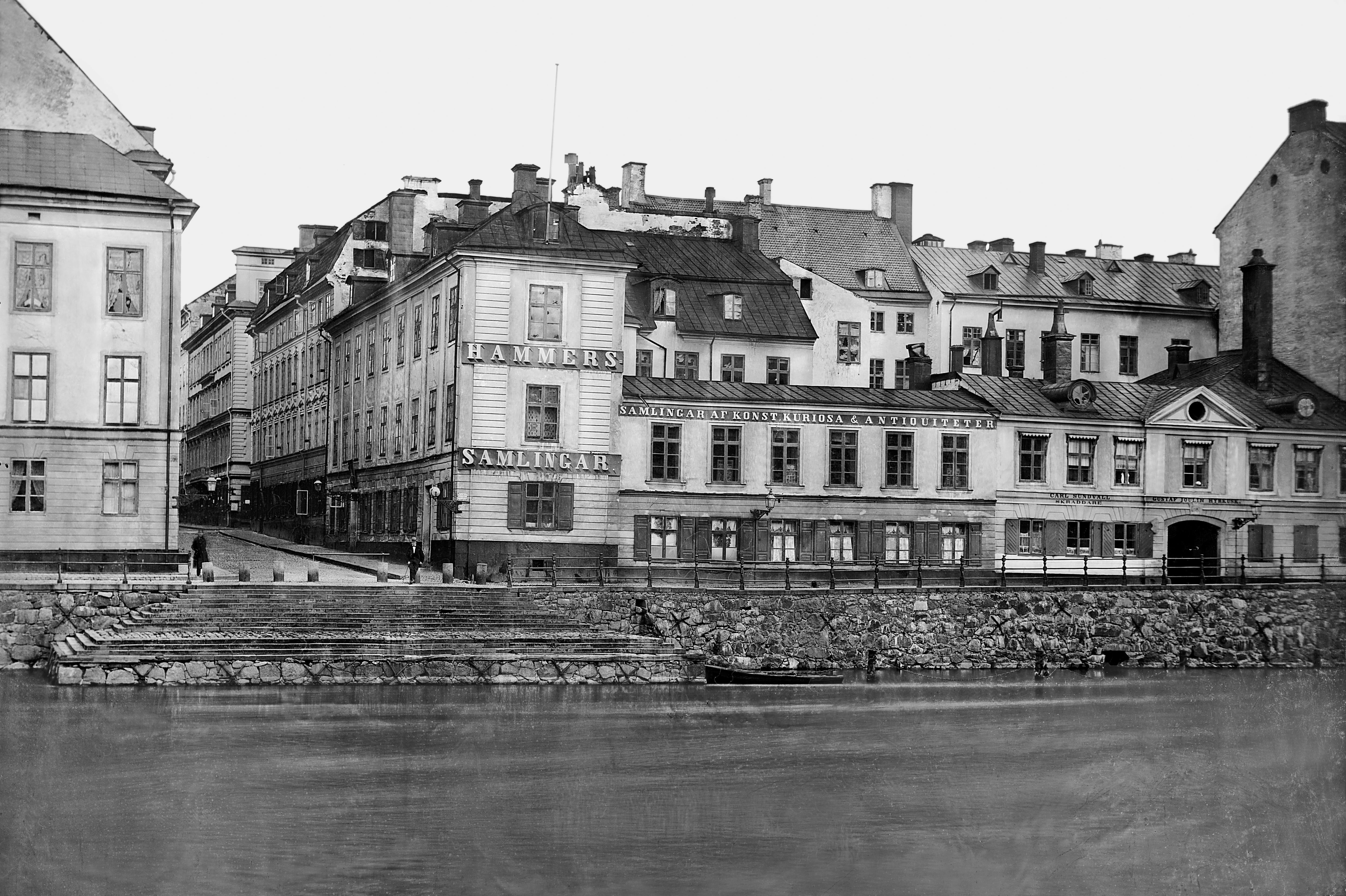
Hammers samlingar vid Strömgatan.

 Christian Hammer, född 30 mars 1818 på Hammerejet i Vangs socken utanför Hamar i dåvarande Hedemarkens amt i Norge, död 13 februari 1905 i Stockholm, var en norsk-svensk juvelerare, konstsamlare och bibliofil.

## Biografi
Christian Hammer var son till lantbrukaren Mons Knudsen. Han var 1834–1837 guldsmedslärling i Kristiania och företog därefter gesällvandringar till Köpenhamn och Paris, innan han 1840 blev verkmästare hos Gustaf Möllenborg i Stockholm. År 1846 anställdes hos Adolf Zethelius och erhöll 23 februari 1846 som den siste i Sverige brev som guldsmedsmästare innan guldsmedsämbetet upplöstes. Han kom efter några år att överta Zethelius verkstad i hörnet av Drottninggatan och Fredsgatan. 
Hammer finns representerad på Nationalmuseum, Nordiska museet samt på Prins Eugens Waldemarsudde. Han har även utfört en oblatask för Nors kyrka, en vinkanna för Vagnhärads kyrka och en brudkrona för Resele kyrka.
Hammer skapade under åren en samling konst och kulturhistoriska föremål som var den då största utställda samlingen i Skandinavien. I ett förfallet träskjul på Skansen förvarade han 50 000 volymer.
Totalt skall hans boksamling ha omfattat omkring 150 000 volymer. En katalog över bibliotekets utländska volymer som trycktes 1886–1888 omfattade över 50 000 volymer.
En av det tidiga 1900-talets mest spektakulära auktioner hölls på Bukowskis, då boksamlingen och delar av hans övriga samling – konst,  konstindustriella föremål, porslin, vapen med mera – såldes på fem auktioner. 
Hammer hade redan på 1870-talet försökt intressera staten för att köpa hans samlingar. Ett anbud avslogs 1872 då köpesumman, 1,6 miljoner riksdaler ansågs för hög. I stället valde Hammer att sälja samlingarna på en serie auktioner i Köln 1892–1897. Henryk Bukowski närvarade vid auktionerna och lät köpa in en del för Nordiska museets räkning. Summorna blev dock inte vad Hammer hoppats på en hel del återropades. Samtidigt fortsatte han att bygga vidare på sina samlingar. Biblioteket auktionerades bort i Stockholm 1906–1910.
Hammer köpte gamla slitna hus på fördelaktiga tomtplatser, bland annat tomten till nuvarande Centralpalatset och hörntomten Hamngatan/Birger Jarlsgatan. Ända till kort före sin död ägde Hammer även badorten Furusund. Hammer gjorde sig också känd som ägare till en teater vid Södra Blasieholmshamnen i Hammerska ladan.
Vid sin död innehade Hammer flera fastigheter i Stockholm, däribland Byströms villa på Djurgården. Han är begravd på Norra begravningsplatsen utanför Stockholm.

## Senare tid
År 2006 såldes en Stradivarius-violin tillverkad 1707 för 3,54 miljoner dollar. Violinen benämns "Hammaren" / "The Hammer" på grund av att den ägdes en tid av Christian Hammer.